# Trigo de Jorasán
El trigo de Jorasán o trigo oriental (Triticum turgidum subesp. turanicum; también, Triticum turanicum), a veces conocido comercialmente como Kamut, es una subespecie tetraploide del trigo originaria de Jorasán, Irán. Se le considera un tipo de grano ancestral. Además de Jorasán, también se cultiva en otras partes de Asia Central, incluido Afganistán. Este grano es dos veces el tamaño del trigo moderno y es conocido por su rico sabor a nuez.
En 1988, el agrónomo estadounidense Bob Quinn llevó semillas de trigo Jorasán desde Asia hasta los EE. UU., lo patentó y lo comenzó a vender bajo el nombre comercial de Kamut. La ideación de una leyenda que asociara esta variedad con los antiguos faraones egipcios fue una efectiva estrategia de marketing; de hecho, kamut era supuestamente la denominación que recibía en lengua egipcia antigua, según egiptólogos. Esta «nueva» harina se extendió rápidamente entre los panaderos y marcó tendencia también en Europa, sustituyendo otras variedades autóctonas de Triticum turgidum como el trigo candeal en España, en vías de desaparecer. Hoy en día, la denominación «Kamut» también es usada de forma genérica para las harinas a base de T. turgidum y cualquiera de sus subespecies.

## Taxonomía
Las identificaciones botánicas originales eran inciertas. La variedad es una forma de Triticum turgidum sub. turanicum (o Triticum turanicum), generalmente llamado trigo de Jorasán. Las identificaciones a veces vistas como T. polonicum son incorrectas ya que la variedad, aunque de grano largo, carece de las glumas largas de esta especie. La evidencia genética reciente de las huellas digitales del ADN sugiere que la variedad tal vez se deriva de un híbrido natural entre T. durum y T. polonicum, lo que explicaría las históricas dificultades para su clasificación.

## Forma de vida
Como hierba anual autofertilizada que se cultiva por sus granos, el trigo de Jorasán se parece mucho al trigo común. Sin embargo, sus granos tienen el doble de tamaño que el grano común, con un peso TKW de 60 g (el peso TKW es el peso, en gramos, estandarizado para comparar semillas; se obtiene pesando una muestra de 1.000 semillas). Contienen más proteínas, lípidos, aminoácidos, vitaminas y minerales que el trigo común. El grano tiene un color ámbar y un alto carácter vítreo.

## Historia
El origen exacto del trigo de Jorasán sigue siendo desconocido. Descrito por John Percival en 1921, este antiguo grano probablemente se origina en la Media Luna Fértil y deriva su nombre común de la provincia histórica de Jorasán, que incluía una gran parte del noreste de Irán en Afganistán y Asia Central hasta el río Oxus. Algunos científicos turcos han sugerido que se originó en Anatolia. La histórica región de Jorasán se extendía hasta Pakistán cubriendo la provincia de Jaiber Pastunjuá. El trigo de Jorasán probablemente se cultivó continuamente a pequeña escala y para uso personal en el Oriente Próximo, Asia Central y en el norte de África.

### Historia del "Kamut"
En 1949, el aviador estadounidense Earl Dedman recibió de un colega seis granos de un cereal obtenido en un viaje a Egipto. Dedman se los dio a su padre para que los plantase en su parcela agraria de Montana. Lo denominó «trigo del rey Tut», con la intención de ligarlo a la mitología egipcia. Entre 1950 y 1964 obtuvo los primeros resultados y un agricultor incluso los cultivo y dio a conocer en una feria agrícola. Sin embargo, ni el sabor ni la historia del faraón convencieron al público y Dedman desistió. Luego, en 1977, Bob Quinn, estudiante de la Universidad de California, vio las semillas en una feria y su padre Mack Quinn las compró para sembrarlas.
Fue expuesto por primera vez en 1986 en Anaheim, California. De ahí se comenzó a plantar ya en grandes extensiones. Fue la Royal Angelus Macaroni Company quien bautizó la variedad como kamut, nombre con el que quedó patentada la variedad cultivada protegida QK-77 de turanicum.

## Extensión territorial
El trigo de Jorasán se cultiva en Europa principalmente para pan, y en la provincia iraní de Jorasán como alimento para camellos. Probablemente también se cultive en pequeñas extensiones y para uso personal en algunas otras regiones del Medio Oriente.
Aproximadamente 6.500 ha de trigo Jorasán se cultivaron en 2006 en el centro-norte de Montana, el sur de Saskatchewan y el sureste de Alberta. La producción experimental se ha realizado en Europa y en Australia.

## Cosecha
El rendimiento promedio real del trigo de Jorasán de la marca Kamut es 1.1–1.3 t / ha. En años más secos, el trigo de Jorasán a veces puede producir incluso más que el trigo duro. Sin embargo, en años normales o húmedos, produce aproximadamente 1/3 menos que el trigo duro.

## Distribución
Europa representó casi el 70% de las ventas de 2006 e Italia fue el mayor consumidor. Con solo 6.500 ha cultivadas en todo el mundo, el trigo de Jorasán no juega un papel importante en el sistema alimentario mundial. Al capturar este nicho de mercado, el trigo de Jorasán contrarresta sus débiles rasgos agronómicos. Entre 1998 y 2006, las ventas totales de trigo de la marca Kamut aumentaron en un 72%.

## Uso de producto
El trigo de Jorasán se usa de manera similar al trigo moderno. Sus granos pueden ser consumidos directamente o molidos en harina. Se puede encontrar en panes, mezclas de pan, cereales para el desayuno, galletas, gofres, tortitas, bulgur, pastelería, pastas, bebidas como la cerveza y aperitivos. Además de sus cualidades nutricionales, el trigo de Jorasán es reconocido por su textura suave y sabor a nuez y mantequilla.

## Nutrición y composición

### Nutrientes
En 100 gramos, el trigo de Jorasán proporciona 337 calorías y es una fuente rica (más del 19% del valor diario, DV) de numerosos nutrientes esenciales, incluidas proteínas (29% DV), fibra (46% DV), varias vitaminas B y minerales, especialmente manganeso (136% DV). El trigo de Jorasán es 11% agua, 70% carbohidratos, 2% grasa y 15% proteína.

### Composición
El trigo de Jorasán tiene un alto contenido de proteínas que mejora su carácter vítreo, lo que indica un alto rendimiento de molienda.

### Gluten
Como el kamut contiene gluten, no es adecuado para personas con trastornos relacionados con el gluten, como la celiaquía, la sensibilidad al gluten no celíaca y las personas alérgicas al trigo, entre otras.

## Requisitos de clima y tierra
Como el trigo de Jorasán es una antigua especie de cereal, los requisitos climáticos aún se corresponden muy bien con su región de origen, es decir, el Creciente Fértil; un clima continental templado con noches frías a principios de la primavera (véase:vernalización), tasas de precipitaciones bajas a moderadas (500–1.000 mm por año) y un verano cálido y soleado para una maduración óptima son, por lo tanto, las condiciones climáticas preferidas típicas del trigo de Jorasán. Estas condiciones son muy similares a las del trigo duro, que se origina en la misma región. Pero, debido a que los esfuerzos de mejoramiento para el trigo de Jorasán han sido muy escasos (ver el capítulo a continuación), la adaptación a otras condiciones climáticas aún es limitada.
En general, el trigo de Jorasán parece ser menos susceptible al estrés ambiental que el trigo común, una característica que comparte con la mayoría de los granos antiguos. El trigo de Jorasán es especialmente conocido por su tolerancia a la sequía, que es incluso mejor que la del trigo duro. Demasiada precipitación, especialmente al final de la temporada, generalmente conduce a problemas dramáticos de enfermedad (ver el capítulo a continuación).
Los suelos típicamente utilizados para el trigo de Jorasán son los mismos que para el trigo duro: arcillas negras friables con cierta capacidad de almacenamiento de agua, también conocidas como vertisoles.

## Manejo del cultivo, cosecha y tratamiento poscosecha
Las prácticas de cultivo son bastante similares a otras especies de trigo, especialmente el duro. Como la mayor parte del trigo de Jorasán se produce orgánicamente, el suministro de nutrientes (especialmente nitrógeno) se debe garantizar mediante el uso de una rotación de cultivos con otros productos, como las leguminosas. El contenido nutricional del trigo de Jorasán es la característica más importante de este cultivo y la razón por la cual se cultiva. Por lo tanto, el suministro de nutrición es uno de los aspectos críticos de esta producción. La cosecha en general sigue el mismo procedimiento que en las otras especies de trigo. Tan pronto como los granos están maduros, una cosechadora trilla el trigo de Jorasán. Pero al contrario del trigo común, las semillas del trigo de Jorasán son muy frágiles y se parten por la mitad muy fácilmente, lo que conduce a un tratamiento de cosecha y poscosecha necesariamente más suave.
Pensando en los tratamientos posteriores a la cosecha, las propiedades físicas especiales del grano de Jorasán pueden causar dificultades (la investigación sobre ese tema aún es escasa). El almacenamiento puede ser más difícil debido a una mayor capacidad de agua de los granos, la molienda debe adaptarse debido a los granos grandes (no debería ser un problema en los molinos modernos, en general) y toda la maquinaria de transporte debe lidiar con un mayor peso, porque el peso de mil granos (TKW) es muy alto.

## Crecimiento, desarrollo y fisiología
El trigo de Jorasán es una subespecie de trigo tetraploide, lo que significa que las propiedades biológicas generales se parecen a las del trigo duro.

## Enfermedades
El rango de enfermedades en el trigo de Jorasán es más o menos el mismo que en todas las demás especies de trigo. Las principales enfermedades generalmente son causadas por hongos, como la fusariosis del trigo (al cual es muy susceptible) o la mancha negra.
Debido a la alta susceptibilidad a los hongos, la rotación de cultivos es bastante importante, especialmente en condiciones de producción orgánica. Los requisitos de rotación se parecen más o menos a los del trigo duro. Dependiendo del entorno de producción específico, se debe evitar la producción de Jorasán después del maíz u otros cereales. Las rotaciones robustas típicas contendrían algunos de los siguientes cultivos: canola, girasol, legumbres, sorgo...etc.

## Fitomejoramiento
El objetivo tradicional del fitomejoramiento es mejorar las cualidades agronómicas o nutricionales de un cultivo. Los objetivos típicos son rendimiento mejorado, susceptibilidad reducida a enfermedades y plagas, maduración homogénea (para optimizar la cosecha) y mayor tolerancia al estrés ambiental, es decir, sequía, suelo ácido, temperatura muy alta o baja ...etc. La mayoría de las especies de trigo conocidas hoy en día son poliploides. Mientras que el trigo común es hexaploide, el trigo de Jorasán es tetraploide. Para seguir mejorando con este trigo tetraploide de Jorasán, el conjunto genético a utilizar está un poco limitado a la subespecie tetraploide del triticum turgidum como el trigo duro (t. durum), el polaco (t. polonicum), el persa (t. carthlicum), el farro (t. dicoccum) y el Poulard (t. turgidum). Este grupo genómico es especialmente interesante para desarrollar resistencias contra hongos comunes como la fusariosis. En este sentido, es crucial la falta de importancia económica de la mayoría de las subespecies tetraploides de trigo (excepto el trigo duro), que limita la inversión para realizar una agricultura intensiva, especialmente en comparación con el trigo común.

## Lectura complementaria
- Sacks, Gordon (2005). «Kamut: A New Old Grain». Gastronomica 5 (4): 95-98. doi:10.1525/gfc.2005.5.4.95.
- Quinn, R.M. (1999).  Janick, J., ed. pp. 182-183. Falta el |título= (ayuda)
- Rodríguez-Quijano, Marta; Lucas, Regina; Ruiz, Magdalena; Giraldo, Patricia; Espí, Araceli; Carrillo, José M. (2010). «Allelic Variation and Geographical Patterns of Prolamins in the USDA-ARS Khorasan Wheat Germplasm Collection». Crop Science 50 (6): 2383-91. doi:10.2135/cropsci2010.02.0089.

- Datos: Q11163068
- Multimedia: Triticum turgidum subsp. turanicum / Q11163068
- Especies: Triticum turgidum subsp. turanicum